# پاداش: تلاشی حماسی برای نفت، پول و قدرت
پاداش: تلاشی حماسی برای نفت، پول و قدرت (به انگلیسی: The Prize: The Epic Quest for Oil, Money, and Power) تاریخ دانیل یرگین در صنعت جهانی نفت از دهه ۱۸۵۰ تا ۱۹۹۰ است. این جایزه پرفروش شد و در تاریخ انتشار آن در دسامبر ۱۹۹۰، چهار ماه پس از حمله به کویت به دستور صدام حسین و یک ماه قبل از آغاز ائتلاف به رهبری ایالات متحده، جنگ خلیج فارس برای بیرون راندن سربازان عراقی از آن کشور به کمک آن درآمد.

## موفقیت مردمی
در سال ۱۹۹۲ این جایزه جایزه پولیتزر را برای داستان‌های غیر داستانی عمومی به دست آورد. به چهارده زبان ترجمه شده‌است. جایزه در نسخه شومیز منتشر شد (شابک ‎۰-۶۷۱-۷۹۹۳۲-۰) که در اواخر سال ۱۹۹۲ منتشر شد، و هم‌اکنون در دست چاپ است. این جایزه اغلب به عنوان خواندن زمینه اساسی برای دانشجویان تاریخ نفت ذکر می‌شود. به عنوان مثال پروفسور جوزف آر. رودولف جونیور در کتابخانه گفت:
نوشته شده توسط یکی از برجسته‌ترین مقامات آمریکایی در مورد انرژی، این یک کار مهم در این زمینه است، با بینش کافی برای جلب رضایت محقق و نگرانی کافی از درام و شخصیت‌های رنگارنگ در تاریخ نفت، برای جلب توجه عموم مردم. . اگرچه طولانی است، کتاب هرگز در توسعه مضامین خود نمی‌گنجد: رابطه نفت با ظهور سرمایه‌داری مدرن. روابط درهم تنیده بین نفت، سیاست و قدرت بین‌المللی؛ و رابطه نفت و جامعه در آنچه یرگین عصر امروز «مرد هیدروکربن» نامیده‌است.

## سازگاری
این جایزه پایه و اساس یک مجموعه تلویزیونی مستند هشت ساعته با عنوان "جوایز: حماسه تلاش برای نفت، پول و قدرت " است که توسط دونالد ساترلند روایت شده و توسط پی‌بی‌اس در ۳–۱۹۹۲پخش شده‌است. گفته می‌شود این مجموعه توسط ۲۰ میلیون نفر در ایالات متحده دیده شده‌است.
این کتاب همچنین به عنوان کتاب صوتی موجود است که توسط باب جیمیسون با مدت اجرا ۲ ساعت و ۵۳ دقیقه خوانده شده‌است.

## اصل عنوان
نام این کتاب از نقل قول وینستون چرچیل در سال ۱۹۱۲ گرفته شده‌است، زمانی که او نخستین لرد دریاسالار بود، مدتها قبل از نخست‌وزیر انگلیس. وی در مورد تبدیل کشتی‌های جنگی انگلیس از زغال‌سنگ به سوخت، استدلال می‌کرد، اما به پیامدهای زیست‌محیطی اتصال ملک ثروت انگلیس به نفت اشاره کرد.

همان‌طور که یرگین از چرچیل نقل می‌کند:
ساختن تعداد اضافی زیادی از کشتی‌های سوختنی به معنای پایه‌گذاری برتری دریایی ما بر نفت است. اما در جزایر ما نفت به مقدار قابل توجهی یافت نشد. در صورت نیاز به آن، باید آن را از طریق دریا و در صلح یا جنگ از کشورهای دوردست حمل کنیم. از طرف دیگر ما بهترین عرضه بهترین زغال‌سنگ بخار جهان را داشتیم که در معادن زیر سرزمین خودمان ایمن بود. در واقع تعهد نیروی دریایی به‌طور غیرقابل برگشت به نفت این بود که "اسلحه علیه دریای مشکلات". با این وجود، اگر مشکلات و ریسکها برطرف شود، "ما باید بتوانیم کل قدرت و کارآیی نیروی دریایی را به یک سطح قطعاً بالاتر برسانیم؛ کشتی‌های بهتر، خدمه بهتر، اقتصادهای بالاتر، اشکال شدیدتر از قدرت جنگی". یک کلمه، « تسلط خود جایزه سرمایه گذاری بود. » [تأکید اضافه شده‌است]